# Ulanów I (gmina)
Ulanów I (lub Ulanów Pierwsza; od 1958 miasto Ulanów) – dawna gmina wiejska istniejąca w latach 1934–1954 w woj. lwowskim i rzeszowskim (dzisiejsze woj. podkarpackie). Siedzibą władz gminy był Ulanów.
Wiejska gmina Ulanów I została utworzona 1 sierpnia 1934 roku w powiecie niżańskim w woj. lwowskim z dotychczasowej miejskiej gminy Ulanów (odebranie praw miejskich). Nazwa Ulanów I została użyta aby gminę móc odróżnić od sąsiedniej wiejskiej gminy Ulanów II, również z siedzibą w Ulanowie.
Po wojnie gmina znalazła się w powiecie niżańskim w nowo utworzonym woj. rzeszowskim. Według stanu z dnia 1 lipca 1952 roku gmina nie była podzielona na gromady. Gmina została zniesiona 29 września 1954 roku wraz z reformą wprowadzającą gromady w miejsce gmin i została przekształcona w gromadę. 1 stycznia 1958 Ulanów odzyskał prawa miejskie.